# Ernst Braun (Politiker, 1915)
Ernst Braun (* 18. Januar 1915 in Calw; † 4. April 1992) war ein deutscher Kommunalpolitiker und Träger des Bundesverdienstkreuzes.
Ernst Braun war seit dem 27. Juni 1947 zunächst Bürgermeister von Liebelsberg, das im Zuge der Gemeindereform zum 1. Januar 1975 mit weiteren Gemeinden zur Stadt Neubulach vereinigt wurde. Zusätzlich war er ab dem 21. Februar 1955 Bürgermeister von Wenden und ab dem 6. Oktober 1972 Bürgermeister von Oberhaugstett.
Durch die Gebietsreform in Baden-Württemberg erloschen die ausgeübten Bürgermeisterämter kraft Gesetzes. Jedoch blieb Braun in Wenden „Ortsvorsteher-Amtsverweser“.
Bei der Bürgermeisterwahl der neugegründeten Stadt am 9. März 1975 erreichte er 53 % der Stimmen und setzte sich damit gegen den bisherigen Bürgermeister von Neubulach Dietmar Nittel durch. Er wurde somit Bürgermeister der Gesamtstadt bis 1983, als er 68-jährig mit Erreichen der Altersgrenze aus dem Amt schied.
Beim 40-jährigen Dienstjubiläum im öffentlichen Dienst im Jahr 1979 (davon 32 Jahre als Bürgermeister) wurde festgestellt, dass Braun einer von sieben Bürgermeistern der 1.100 Gemeinden Baden-Württembergs war, die schon am 27. Juni 1947 im Amt waren. In die Dienstzeit eingerechnet wurde die Dauer der Einberufung zum Militärdienst, die mit 8 Jahren angegeben wird.
Der Gemeinderat der Stadt Neubulach ernannte ihn mit dem Eintritt in den Ruhestand am 31. Januar 1983 zum Ehrenbürger. Nach dem Inhalt der Ehrenbürgerurkunde „hat sich Herr Bürgermeister Braun um die gelungene Integration aller Stadtteile zur Gesamtstadt Neubulach“ besondere Verdienste erworben.
Während der Amtszeit von Ernst Braun wurden in der Stadt Investitionen in Höhe von 30,4 Millionen DM in den Haushaltsjahren 1975 bis 1982 vorgenommen worden. Dabei wurde in allen Ortsteilen die jeweilige Ortsdurchfahrt ausgebaut. Allein 7,3 Millionen DM entfielen dabei auf Kosten für den Grunderwerb, „wo es der Weiterentwicklung am dienlichsten war.“
Braun war von 1959 bis 1984 Mitglied des Kreistags im Landkreis Calw, dessen Alterspräsident er zeitweise war. Er gehörte dort der Fraktion der Freien Wählervereinigung an. Zudem war er über 35 Jahre Vorsitzender des Wasserwerksverbands Liebelsberg, in dem er seine kaufmännische Ausbildung einbrachte. Außerdem führte er den Vorsitz im Gemeindeverwaltungsverband Teinachtal von 1975 bis 1982. Schließlich war er 1975 Vorsitzender des Schulverbands.
Die Lebensleistung von Ernst Braun wurde 1980 von Bundespräsident Karl Carstens mit der Verleihung des Verdienstkreuzes am Bande des Verdienstordens der Bundesrepublik Deutschland gewürdigt.